# Đông Nam Queensland
Vùng Đông Nam Queensland (nằm trọn trong Nam Bán Cầu) (tiếng Anh: South East Queensland, viết tắt là SEQ) là một vùng đô thị địa sinh học và là một đơn vị hành chính thuộc bang Queensland ở Australia, với dân số hơn 3,6 triệu người (chiếm 2/3 tỉ lệ dân số trong tổng số 5,1 triệu người  của bang Queensland, Úc). Đơn vị hành chính này rộng 35.248 km vuông, bao gồm cả 3 thành phố lớn nhất tiểu bang Queensland: thủ phủ bang Brisbane, Gold Coast và Sunshine Coast, và 11 đơn vị hành chính địa phương. Địa giới hành chính có thể được mở rộng đến Gold Coast ở phía Bắc, đến sát ranh giới bang New South Wales ở phía Nam, và ở hướng Tây, bao gồm một thành phố lớn khác trong tiểu bang là Toowoomba.
Đông Nam Queensland là phần đầu tiên của Queensland có người châu Âu định cư và khai phá. Các khu định cư đầu tiên được hình thành tại các khu vực Brisbane và Ipswich, và sự hiện diện những người nhập cư châu Âu lan rộng theo mọi hướng từ đó. Các ngành nghề khác nhau như khai thác gỗ và nông nghiệp nhanh chóng phát triển trong khu vực từ những năm 1840 trở đi. Mạng giao thông đã được hình thành xung quanh một loạt các địa hình phức tạp ở Đông Nam Queensland.
Nền kinh tế của Đông Nam Queensland hỗ trợ và dựa vào sự đa dạng của các ngành sản xuất nông nghiệp, thương mại và du lịch. Khu vực này có một hệ thống giao thông công cộng tích hợp là TransLink. Tổng sản phẩm quốc nội của khu vực này ước tính đạt 170 tỉ đô la Úc.